# Limerick Football Club (2007-2019)
Pour l'ancien club, voir Limerick Football Club (1937-2007).
Maillots
Limerick Football Club est un club irlandais de football créé en 2007 pour participer au championnat d'Irlande de football.
Le nom de Limerick 37 fait référence à l’année 1937 au cours de laquelle la ville de Limerick fut pour la première fois présente au plus haut niveau du Championnat d’Irlande de football. Il s’agissait aussi de trouver un nom différent des clubs ayant déjà représenté la ville au plus haut niveau du football irlandais : Limerick City FC, Limerick United et le dernier en date Limerick FC.

## Pourquoi une nouvelle franchise?
La nécessité pour le nouveau championnat d’avoir une nouvelle franchise à Limerick devint évidente quand la FAI refusa la demande de licence du Limerick FC. Le vieux club de Limerick ne remplissait pas les critères du nouveau cahier des charges (notamment en matière financière) du nouveau championnat professionnel.
Pour maintenir une équipe dans la deuxième ville du pays, la FAI fit un tour de table afin de trouver de nouveaux investisseurs à Limerick. La nouvelle licence fut accordée le 3 janvier 2007 à une entité nommée Limerick soccer représentée au plus haut niveau par l’équipe de Limerick 37.

## Palmarès
- Championnat d'Irlande de football de deuxième division
  - Champion en 2012 et en 2016
- Coupe de la Ligue d'Irlande
  - Finaliste en 2016